# Abadía de Thelema
La Abadía de Thelema es una pequeña casita con un amplio jardín utilizada como centro espiritual por Aleister Crowley y Leah Hirsig en las afueras de Cefalú (Sicilia), entre 1920 y 1923.

## Nombre
El nombre proviene de la sátira de François Rabelais, Gargantúa y Pantagruel, donde un Abad de Thélème describe su abadía como un "anti-monasterio" donde las vidas de las monjes no se "rigen por leyes, estatutos, o reglas, sino en la libre voluntad propia y placer."

## Historia
Esta utopía idealista iba a ser el modelo de la comuna de Crowley, así como una "escuela mágica", el "Collegium ad Spiritum Sanctum", una universidad hacia el Espíritu Santo. El programa general estaba en línea con el Astrum Argentum, incluyendo adoraciones diarias al sol, un estudio de los escritos de Crowley, prácticas regulares de yoga y rituales mágicos (que se registrarían), así como los cotidianos trabajos domésticos. El objetivo era que los estudiantes se dedicaran a la gran obra de descubrir y manifestar su verdadera voluntad.
Crowley planeaba transformar el pequeño edificio en un centro global de devoción mágica, obteniendo ingresos de las matrículas pagadas por los acólitos por su formación en las Artes Mágicas; estos ingresos le ayudarían para promulgar la filosofía de Thelema y publicar sus manuscritos.
A principios de 1923 un estudiante de Oxford de 23 años, Raoul Loveday, (o Frederick Charles Loveday) murió en la Abadía. Su mujer, Betty May, culpó de su muerte a su participación en uno de los rituales de Crowley (ingestión de la sangre de un gato sacrificado) o la opinión más probable, fiebre tifoidea aguda contraída por beber del manantial de una montaña, en contra de la advertencia de Crowley.
Cuando May regresó a Londres, concedió una entrevista al periódico sensacionalista, The Sunday Express, que incluía sus continuos ataques a Crowley, lo que motivó, junto con otros rumores similares a que el gobierno de Benito Mussolini exigiera que Crowley dejara el país. Partió el 1 de mayo de 1923, tras lo cual, la Abadía de Thelema quedó abandonada y los vecinos terminaron repintando sobre los murales de Crowley.

## Cultura popular

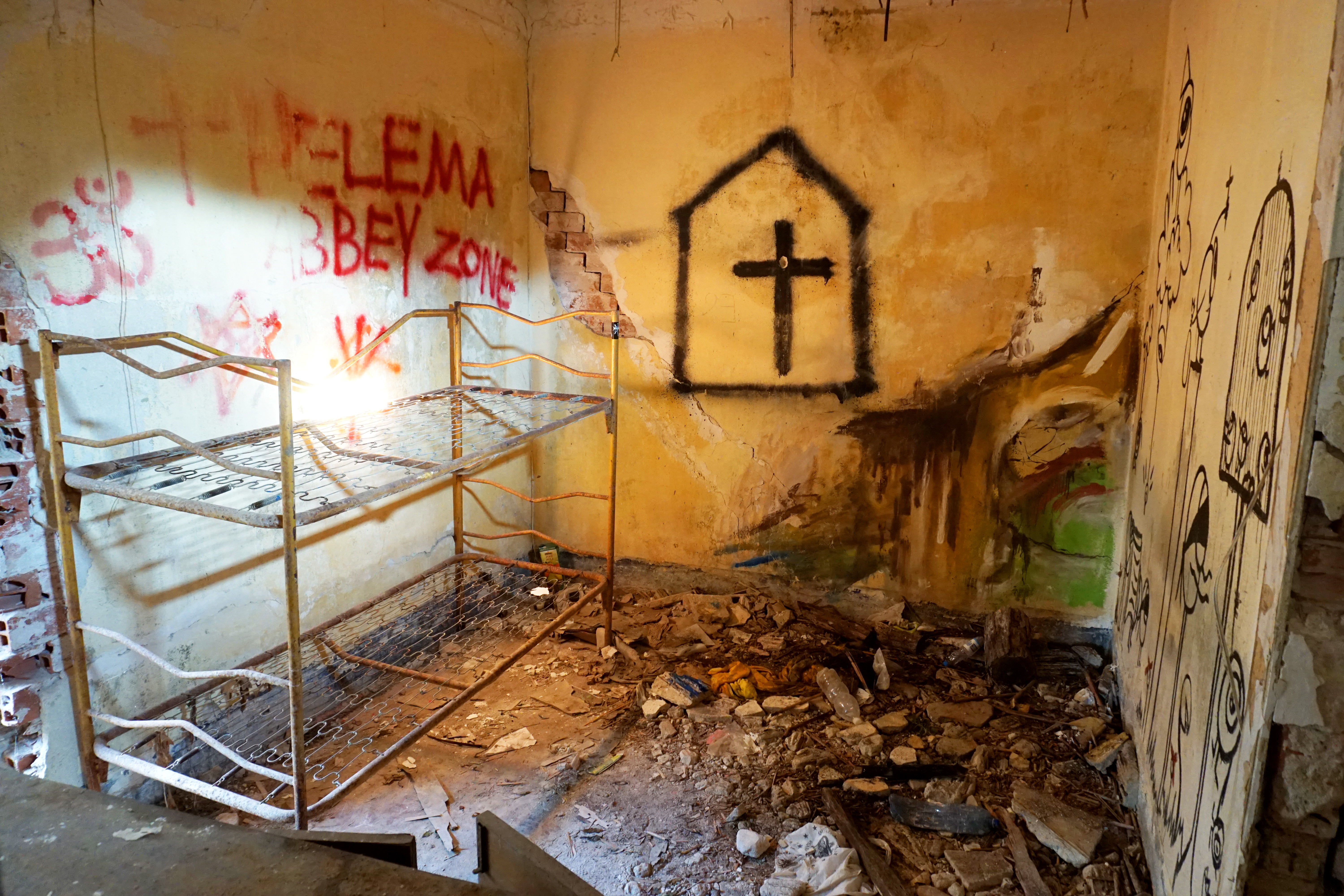

- "Abadía de Thelema" sigue siendo un nombre popular para sociedades mágicas, brujería, aquelarres, y satanismo.
- El cineasta Kenneth Anger, un devoto de Crowley, descubrió y filmó algunos de los murales en su película Thelema Abbey (1955), ahora considerada una película perdida.[6] Recientemente, se han descubierto otros murales y se han divulgado en internet.
- El artista danés Joachim Koester hizo cinco fotografías en color y otras cinco fotografías en blanco y negro del edificio, incluidas en el álbum ‘Mañana de los Magos', (2005).[7]